# Le Puy, Doubs
Le Puy är en kommun i departementet Doubs i regionen Bourgogne-Franche-Comté i östra Frankrike. Kommunen ligger i kantonen Roulans som tillhör arrondissementet Besançon. År 2022 hade Le Puy 105 invånare.

## Befolkningsutveckling
Antalet invånare i kommunen Le Puy
Referens:INSEE